# Leucanopsis marimba
Leucanopsis marimba är en fjärilsart som beskrevs av William Schaus 1933. Leucanopsis marimba ingår i släktet Leucanopsis och familjen björnspinnare. Inga underarter finns listade i Catalogue of Life.